# Crisis oriental de 1840
La crisis oriental de 1840 fue un episodio de la guerra egipcio-otomana en el Mediterráneo oriental, desencadenada por el autoproclamado Jedivato de Egipto y Sudán por los objetivos de Mehmet Alí Pasha de establecer un imperio personal en la provincia otomana de Egipto.

## Antecedentes
En las décadas anteriores, Mehmet Alí había ampliado y fortalecido su dominio sobre el territorio otomano, empezando por Egipto, donde actuaba como virrey del Sultán. Llamado a ayudar a los otomanos en la guerra de independencia griega, Mehmet Alí exigió a cambio transferir partes de la Siria otomana a su gobierno personal. Cuando la guerra terminó y la Sublime Puerta no cumplió su promesa, Mehmet Alí lanzó una campaña militar contra sus amos otomanos y tomó fácilmente la mayor parte de las tierras sirias.

### Guerra siria

Extensión de los dominios de Mehmet Alí en 1840.

En 1839, el Imperio otomano intentó retomar Siria de Mehmet Alí pero fue derrotado por su hijo, Ibrahim Pasha, en la batalla de Nezib (Provincia de Gaziantep) el 24 de junio. A raíz de esto, estalló una nueva guerra entre Mehmet Alí y los otomanos, con estos últimos nuevamente fracasando en el intento. En junio de 1840, toda la armada otomana desertó a Mehmet Alí y los franceses planeaban ofrecer apoyo total a su causa.
Al borde del colapso total y la derrota por parte de Mehmet Alí, una alianza de potencias europeas compuesta por Gran Bretaña, el Imperio austríaco, Prusia y Rusia decidió intervenir en nombre del joven sultán Abdülmecid I.

## Convención de Londres
Por la Convención de Londres, firmada el 15 de julio de 1840, las Grandes Potencias ofrecieron a Mehmet Alí y a sus herederos el control permanente sobre Egipto, Sudán y el Eyalato de Acre, siempre y cuando esos territorios pertenecieran nominalmente como parte del Imperio Otomano. Si no aceptaba la retirada de sus fuerzas dentro de 10 días, perdería la oferta del sur de Siria; si demoraba la aceptación más de 20 días, perdería todo lo que se ofrecía. Las potencias europeas acordaron usar todos los medios de persuasión posibles para lograr el acuerdo, pero Mehmet Alí vaciló, creyendo en el apoyo del Reino de Francia.

### Posición francesa
Los franceses bajo el recién formado gabinete del primer ministro Adolphe Thiers buscaron aumentar la influencia francesa en el norte de África después de su conquista de Argelia. Para ello, apoyar la rebelión hasta ahora exitosa de Mehmet Alí parecía adecuada. El contraalmirante Julien Pierre Anne Lalande fue enviado al Mediterráneo para unir sus fuerzas con la flota otomana que había desertado al bando egipcio.
Pero Francia se aisló políticamente cuando las otras grandes potencias respaldaron al sultán ya que Thiers no estaba preparado para llevar al país a una guerra abierta con Gran Bretaña. Francia cambió de lado y se alineó contra Mehmet Alí en octubre de 1840.

## Campaña militar

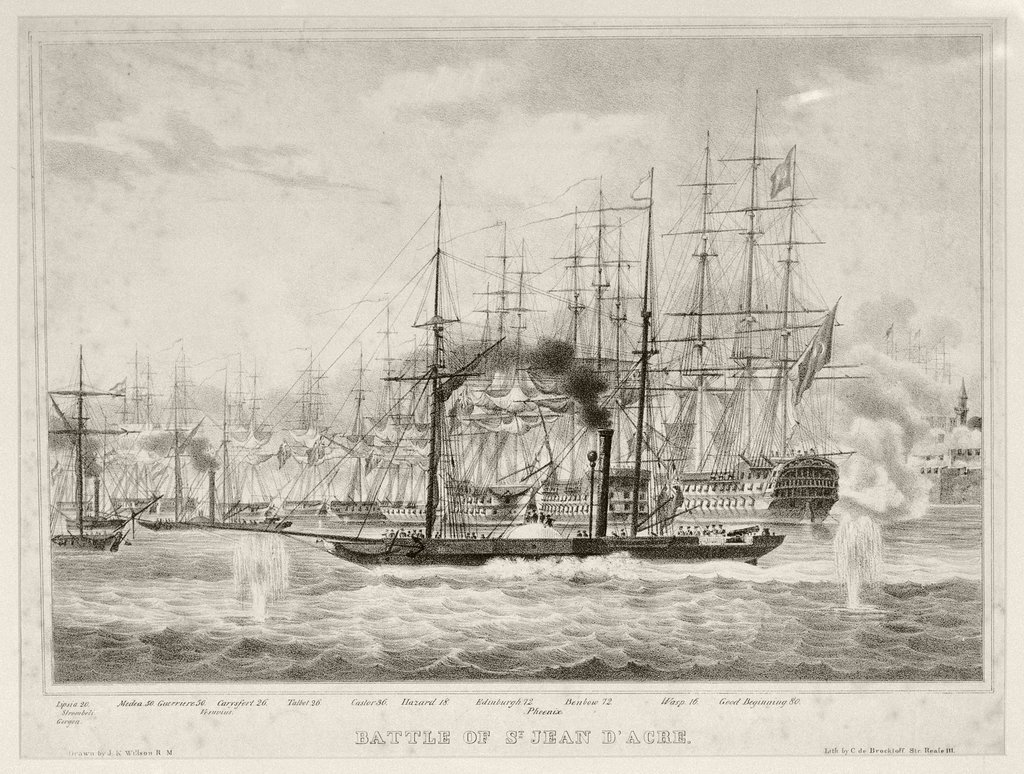
El HMS Phoenix en el bombardeo de Acre, 1840.

En septiembre de 1840, las potencias europeas pasaron de los medios diplomáticos a la acción militar. Cuando el apoyo francés a Mehmet Alí no se materializó, las fuerzas navales británicas y austriacas en el Mediterráneo oriental se movilizaron contra Siria y Alejandría.
Alejandría era el puerto donde se había retirado la flota otomana que había desertado. Después de que la Royal Navy y la Armada austríaca bloquearan por primera vez la costa del delta del Nilo, se trasladaron al este y bombardearon Beirut el 11 de septiembre y Sidón el 26 de septiembre de 1840, ocupando rápidamente las dos ciudades. Las fuerzas británicas y austriacas atacaron seguidamente Acre. Tras el bombardeo de la ciudad y del puerto el 3 de noviembre de 1840, un pequeño destacamento de tropas austriacas, británicas y otomanas, dirigidas personalmente por el comandante de la flota austríaca, el archiduque Friedrich; tomó la ciudadela después de la huida de la guarnición egipcia de Mehmet Alí.

## Resultados a largo plazo
Después de la rendición de Acre, Mehmet Alí finalmente aceptó los términos de la Convención el 27 de noviembre de 1840. Renunció a sus reclamaciones sobre Creta y el Hijaz y acordó reducir sus fuerzas navales y su ejército permanente a 18.000 hombres, siempre que él y sus descendientes disfrutaran del dominio hereditario sobre Egipto y Sudán, un estatus inaudito para un virrey otomano. Los firmanes, emitidos posteriormente por el sultán, confirmaron el gobierno de Mehmet Alí sobre Egipto y el Sudán. Se retiró de Siria, Hiyaz, Tierra Santa, Adana y Creta, y devolvió la flota otomana.

## Lectura adicional
- Charles R. Middleton. «Cabinet Decision Making at the Accession of Queen Victoria: The Crisis of the East 1839-1840». Journal of Modern History (1979) 51#2 On Demand Supplement  pp. D1085-D1117.

- Datos: Q325127